# Fender Bassman
Amplificador elétrico criado inicialmente para contrabaixo elétrico

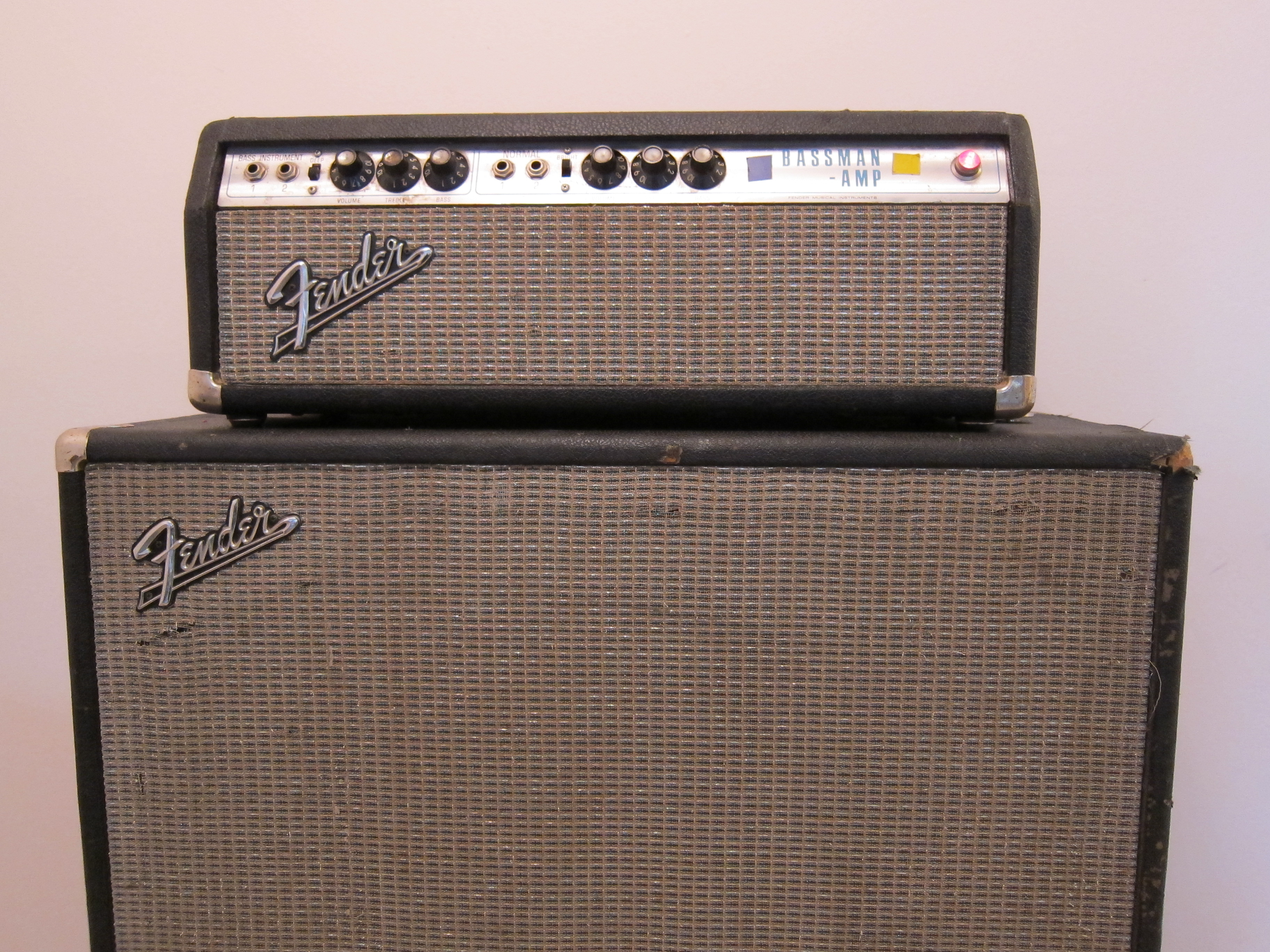

(sendo posteriormente utilizado, com sucesso, para guitarra e até mesmo gaita) criado pela Fender na década de 1950.